# Raymond L. Schrock
Pour les articles homonymes, voir Schrock.
Raymond L. Schrock est un scénariste et réalisateur américain né le 2 février 1892 à Goshen, Indiana (États-Unis), décédé le 12 décembre 1950 à Hollywood (Californie).

## Filmographie

### Comme scénariste

#### Années 1910
- 1915 : The Laugh That Died
- 1915 : The Unhidden Treasure
- 1915 : The Heart Breaker
- 1915 : Almost a Papa
- 1916 : The Man Inside
- 1916 : Elusive Isabel
- 1917 : Her Hour
- 1918 : Caught in the Act
- 1918 : Swat the Spy d'Arvid E. Gillstrom
- 1919 : Never Say Quit
- 1919. : Le Soupçon (The Girl with No Regrets) de Harry F. Millarde
- 1919 : Détective malgré lui (Help! Help! Police!) de Edward Dillon
- 1919 : Putting One Over

#### Années 1920
- 1921 : Burn 'Em Up Barnes (en)
- 1922 : I Am the Law
- 1922 : A Woman's Woman
- 1922 : Confidence
- 1922 : The Long Chance
- 1922 : Another Man's Shoes
- 1923 : Héros sans le savoir (Kindled Courage) de William Worthington
- 1923 : The Ghost Patrol
- 1923 : Bavu
- 1923 : Crossed Wires
- 1923 : Shootin' for Love
- 1923 : Where the North Begins
- 1923 : Marin d'eau douce (Out of Luck) de Edward Sedgwick
- 1923 : Little Johnny Jones
- 1923 : The Love Brand
- 1923 : The Clean-Up
- 1923 : A Million to Burn
- 1923 : Thundering Dawn
- 1923 : Le Coupable (The Acquittal) de Clarence Brown
- 1923 : Sourire d'enfant (The Darling of New York) de King Baggot
- 1923 : Un gentilhomme d'Amérique (The Gentleman from America) de Edward Sedgwick
- 1924 : The Breathless Moment
- 1924 : Ride for Your Life
- 1924 : Jack O'Clubs
- 1924 : The Night Message
- 1924 : Dancing Cheat
- 1924 : 40-Horse Hawkins
- 1924 : Ridgeway of Montana
- 1924 : The Fighting American (en) de Tom Forman
- 1924 : Sawdust Trail
- 1924 : Hit and Run
- 1924 : Wine de Louis Gasnier
- 1924 : The Fast Worker
- 1924 : The Ridin' Kid from Powder River
- 1925 : The Hurricane Kid
- 1925 : Ridin' Pretty
- 1925 : The Taming of the West (en)
- 1925 : The Saddle Hawk
- 1925 : The Price of Pleasure
- 1925 : Let 'er Buck
- 1925 : I'll Show You the Town
- 1925 : Le Fantôme de l'Opéra (The Phantom of the Opera)
- 1925 : Spook Ranch
- 1926 : The Flaming Frontier
- 1926 : Millionaires
- 1926 : Broken Hearts of Hollywood
- 1926 : Private Izzy Murphy
- 1927 : L'Irrésistible (West Point)
- 1928 : Telling the World
- 1929 : Burning the Wind
- 1929 : La Tournée du grand duc (The Duke Steps Out) de James Cruze
- 1929 : The Winged Horseman

#### Années 1930
- 1930 : Madame et ses partenaires (Part Time Wife)
- 1931 : The Bad Sister
- 1933 : Hell Below
- 1935 : Hard Rock Harrigan (en) de David Howard
- 1936 : Sitting on the Moon
- 1936 : Happy Go Lucky
- 1939 : Kid Nightingale
- 1939 : Private Detective
- 1939 : Service secret de l'air (Secret Service of the Air) de Noel M. Smith
- 1939 : L'Île du Diable (Devil's Island) de William Clemens

#### Années 1940
- 1941 : Bullets for O'Hara (en)
- 1941 : La Chanson du bonheur (Danny Boy)
- 1942 : Escape from Crime
- 1942 : Secret Enemies
- 1942 : The Hidden Hand
- 1943 : Truck Busters
- 1943 : L'Île des péchés oubliés (Isle of Forgotten Sins)
- 1944 : Men on Her Mind
- 1944 : The Contender (en) de Sam Newfield
- 1944 : The Last Ride
- 1944 : The Great Mike
- 1945 : Crime, Inc. (en)
- 1945 : The Missing Corpse
- 1945 : Club Havana
- 1946 : Danny Boy
- 1946 : I Ring Doorbells
- 1946 : Larceny in Her Heart
- 1946 : In Fast Company
- 1946 : Shadows Over Chinatown
- 1946 : Gas House Kids
- 1946 : Le Baiser de la mort (The Secret of the Whistler)
- 1947 : The Thirteenth Hour
- 1947 : The Millerson Case
- 1947 : Key Witness (en)
- 1948 : Blonde Ice
- 1949 : Daughter of the West

### comme réalisateur
- 1915 : A Tribute to Mother
- 1916 : Harmony in A Flat
- 1916 : The Code of His Ancestors
- 1916 : The Finer Metal
- 1916 : The Gentle Art of Burglary